# Roby Seidel
Pour les articles homonymes, voir Seidel.
Roby Seidel, né le 16 août 1942 et mort le 3 janvier 2014, est un saxophoniste, compositeur et arrangeur suisse.

## Biographie
Seidel vient d'une famille de musiciens. Il apprend d'abord l'alto puis le cornet à pistons avant de choisir le saxophone. Il étudie au Conservatoire de musique de Genève. À 18 ans, il intègre le Grand Orchestre de jazz de Paul Thommen auquel il succédera. En 1975, il fonde le Groupe instrumental romand, pour lequel il écrit des compositions et des arrangements avec Luc Hoffmann et Stuff Combe. En 2013, il crée le Big Band de Suisse romande. Entre 1967 et 1998, il participe à une quarantaine d'enregistrements avec notamment le Groupe Instrumental Romand, Tony Scott, Alain Guyonnet, Pierre Guyonnet, le DRS Big Band et le Big Band de Lausanne.
En 1992, il dirige l'orchestre de la Suisse au Concours Eurovision de la chanson.

## Source
- (de) Cet article est partiellement ou en totalité issu de l’article de Wikipédia en allemand intitulé « Roby Seidel » (voir la liste des auteurs).